# Kajsa Vickhoff Lie
Kajsa Vickhoff Lie (ur. 20 czerwca 1998 w Oslo) – norweska narciarka alpejska, dwukrotna medalistka mistrzostw świata i trzykrotna medalistka mistrzostw świata juniorów.

## Kariera
Po raz pierwszy na arenie międzynarodowej pojawiła się 29 listopada 2014 roku w Geilo, gdzie w zawodach FIS Race zajęła 21. miejsce w slalomie. W styczniu 2016 roku wystartowała na mistrzostwach świata juniorów w Soczi, jednak nie ukończyła żadnej konkurencji. W tym samym roku wzięła udział w igrzyskach olimpijskich młodzieży w Lillehammer, gdzie jej najlepszym wynikiem było piąte miejsce w superkombinacji. W kategorii juniorek największe sukcesy osiągnęła podczas mistrzostw świata juniorów w Davos w 2018 roku, gdzie zwyciężyła w supergigancie i zjeździe, a w zawodach drużynowych zdobyła srebrny medal.
W zawodach Pucharu Świata zadebiutowała 21 stycznia 2017 roku w Garmisch-Partenkirchen, gdzie nie ukończyła zjazdu. Pierwsze pucharowe punkty zdobyła 2 grudnia 2017 roku w Lake Louise, zajmując 30. miejsce w tej samej konkurencji. Na podium zawodów tego cyklu pierwszy raz stanęła 30 stycznia 2021 roku w Garmisch-Partenkirchen, kończąc rywalizację w supergigancie na drugiej pozycji. Rozdzieliła na podium Larę Gut-Behrami ze Szwajcarii i Kanadyjkę Marie-Michèle Gagnon.
28 lutego 2021 roku po poważnie wyglądającym upadku na trasie supergiganta w Val di Fassa uderzyła w siatki bezpieczeństwa, po czym została przetransportowana helikopterem do pobliskiego szpitala w Trydencie. Okazało się, że złamała kości piszczelową i strzałkową, co zmusiło ją do przedwczesnego zakończenia sezonu. Nie startowała w sezonie 2021/2022, w tym nie wystąpiła na igrzyskach olimpijskich w Pekinie w lutym 2022 roku.
Podczas mistrzostw świata w Courchevel/Méribel w 2023 roku wywalczyła brązowy medal w supergigancie. W zawodach tych wyprzedziły ją jedynie Włoszka Marta Bassino i Mikaela Shiffrin z USA, a trzecie miejsce ex aequo zajęła Austriaczka Cornelia Hütter. Na tej samej imprezie była piętnasta w zjeździe, a rywalizacji w kombinacji nie ukończyła. Trzecie miejsce w supergigancie zajęła też na rozgrywanych dwa lata później mistrzostwach świata w Saalbach. Tym razem lepsze były Austriaczka Stephanie Venier i Włoszka Federica Brignone.

## Osiągnięcia

### Mistrzostwa świata
| Miejsce | Dzień     | Rok  | Miejscowość        | Konkurencja     | Czas biegu | Strata | Zwyciężczyni      |
| ------- | --------- | ---- | ------------------ | --------------- | ---------- | ------ | ----------------- |
| 13.     | 5 lutego  | 2019 | Åre                | Supergigant     | 1:04,89    | +0,93  | Mikaela Shiffrin  |
| 7.      | 8 lutego  | 2019 | Åre                | Superkombinacja | 2:02,13    | +1,51  | Wendy Holdener    |
| 19.     | 10 lutego | 2019 | Åre                | Zjazd           | 1:01,74    | +1,34  | Ilka Štuhec       |
| 5.      | 11 lutego | 2021 | Cortina d’Ampezzo  | Supergigant     | 1:25,51    | +0,65  | Lara Gut-Behrami  |
| 16.     | 13 lutego | 2021 | Cortina d’Ampezzo  | Zjazd           | 1:34,27    | +1,43  | Corinne Suter     |
| DNF2    | 15 lutego | 2021 | Cortina d’Ampezzo  | Superkombinacja | 2:07,22    | –      | Mikaela Shiffrin  |
| DNF1    | 6 lutego  | 2023 | Courchevel/Méribel | Kombinacja      | 1:57,47    | -      | Federica Brignone |
| 3.      | 8 lutego  | 2023 | Courchevel/Méribel | Supergigant     | 1:28,06    | +0,33  | Marta Bassino     |
| 15.     | 11 lutego | 2023 | Courchevel/Méribel | Zjazd           | 1:28,03    | +1,07  | Jasmine Flury     |
| 3.      | 6 lutego  | 2025 | Saalbach           | Supergigant     | 1:20,47    | +0,24  | Stephanie Venier  |

### Mistrzostwa świata juniorów
| Miejsce | Dzień       | Rok  | Miejscowość | Konkurencja     | Czas biegu | Strata | Zwyciężczyni        |
| ------- | ----------- | ---- | ----------- | --------------- | ---------- | ------ | ------------------- |
| DNS     | 27 lutego   | 2016 | Soczi       | Zjazd           | 1:13,95    | –      | Valérie Grenier     |
| DNF1    | 1 marca     | 2016 | Soczi       | Superkombinacja | 1:59,32    | –      | Aline Danioth       |
| DNF2    | 2 marca     | 2016 | Soczi       | Gigant          | 2:12,39    | –      | Jasmina Suter       |
| DNF1    | 5 marca     | 2016 | Soczi       | Slalom          | 1:37,41    | –      | Elisabeth Willibald |
| 12.     | 8 marca     | 2017 | Åre         | Zjazd           | 1:25,27    | +1,48  | Alice Merryweather  |
| DNF     | 9 marca     | 2017 | Åre         | Supergigant     | 1:15,10    | –      | Nadine Fest         |
| DNF2    | 10 marca    | 2017 | Åre         | Superkombinacja | 2:09,05    | –      | Nadine Fest         |
| 41.     | 12 marca    | 2017 | Åre         | Gigant          | 1:58,38    | +6,20  | Laura Pirovano      |
| DNF1    | 30 stycznia | 2018 | Davos       | Gigant          | 1:39,66    | –      | Julia Scheib        |
| DNF1    | 31 stycznia | 2018 | Davos       | Slalom          | 1:46,51    | –      | Meta Hrovat         |
| 2.      | 3 lutego    | 2018 | Davos       | Drużynowo       | –          | –      | Szwajcaria          |
| 1.      | 4 lutego    | 2018 | Davos       | Supergigant     | 1:12,22    | –      | –                   |
| 5.      | 5 lutego    | 2018 | Davos       | Superkombinacja | 2:03,41    | +1,87  | Aline Danioth       |
| 1.      | 8 lutego    | 2018 | Davos       | Zjazd           | 1:10,10    | –      | –                   |

### Igrzyska olimpijskie młodzieży
| Miejsce | Dzień     | Rok  | Miejscowość | Konkurencja     | Czas biegu | Strata | Zwyciężczyni     |
| ------- | --------- | ---- | ----------- | --------------- | ---------- | ------ | ---------------- |
| DNF     | 13 lutego | 2016 | Lillehammer | Supergigant     | 1:11,93    | +0,76  | Nadine Fest      |
| 5.      | 14 lutego | 2016 | Lillehammer | Superkombinacja | 1:55,74    | +3,67  | Aline Danioth    |
| 13.     | 16 lutego | 2016 | Lillehammer | Gigant          | 2:33,28    | +4,01  | Mélanie Meillard |
| 9.      | 18 lutego | 2016 | Lillehammer | Slalom          | 1:43,21    | +4,62  | Aline Danioth    |

### Puchar Świata

#### Miejsca w klasyfikacji generalnej
- sezon 2016/2017: –
- sezon 2017/2018: 92.
- sezon 2018/2019: 48.
- sezon 2019/2020: 46.
- sezon 2020/2021: 18.
- sezon 2022/2023: 26.
- sezon 2023/2024: 14.
- sezon 2024/2025: 14.

#### Miejsca na podium w zawodach
1. Garmisch-Partenkirchen – 30 stycznia 2021 (supergigant) – 2. miejsce
2. Cortina d’Ampezzo – 21 stycznia 2023 (zjazd) – 2. miejsce
3. Kvitfjell – 4 marca 2023 (zjazd) – 1. miejsce
4. Val d’Isère – 17 grudnia 2023 (supergigant) – 2. miejsce
5. Zauchensee – 12 stycznia 2024 (supergigant) – 2. miejsce
6. Saalbach – 22 marca 2024 (supergigant) – 3. miejsce
7. Cortina d’Ampezzo – 18 stycznia 2025 (zjazd) – 2. miejsce
8. Garmisch-Partenkirchen – 26 stycznia 2025 (supergigant) – 2. miejsce